# Mokré Lazce
Mokré Lazce (německy Mokrolasetz, polsky Mokre Łażce) jsou obec v okrese Opava v Moravskoslezském kraji. Žije zde přibližně 1 200 obyvatel.
Ve vzdálenosti čtyři kilometry severně leží město Kravaře, devět kilometrů severozápadně statutární město Opava, dvanáct kilometrů východně město Hlučín a patnáct kilometrů jižně město Bílovec. Mokré Lazce patří mezi vybavené obce z pohledu infrastruktury i komunikací.

## Historie
První písemná zmínka o obci pochází z roku 1377. Původní osada patřila ke štítinské tvrzi, kterou vlastnili páni z Kravař.

## Obyvatelstvo
| Rok            | 1869 | 1880 | 1890 | 1900 | 1910  | 1921  | 1930  | 1950 | 1961  | 1970 | 1980  | 1991  | 2001  | 2011  | 2021  |
| -------------- | ---- | ---- | ---- | ---- | ----- | ----- | ----- | ---- | ----- | ---- | ----- | ----- | ----- | ----- | ----- |
| Počet obyvatel | 858  | 881  | 906  | 902  | 1 040 | 1 047 | 1 053 | 849  | 1 033 | 994  | 1 053 | 1 035 | 1 069 | 1 086 | 1 096 |
| Počet domů     | 119  | 150  | 131  | 132  | 151   | 164   | 188   | 192  | 222   | 229  | 257   | 284   | 301   | 318   | 347   |

## Obecní správa

### Obecní symboly
Znak a vlajka byly obci uděleny rozhodnutím předsedy Poslanecké sněmovny Parlamentu České republiky dne 26. května 2000.

## Doprava
Vesnici prochází silnice I/11 a železniční trať Ostrava-Svinov – Opava východ, na které leží železniční zastávka Mokré Lazce.

## Pamětihodnosti
- Kostel svatého Jana Křtitele
- Kaple svaté Anny na návsi
- Krucifix
- Přerovec – zaniklý hrad

## Významní rodáci
- Vladimír Blucha (1931–2020) – český regionální historik, geograf, kronikář, vlastivědný pracovník a pedagog
- Antonín Gruda (1844–1903) – český katolický kněz, právník a národní buditel
- Jan Vlachý (1895–1943) – československý legionář a protinacistický odbojář